# 第3回カンヌ国際映画祭
第3回カンヌ国際映画祭（だい3かいカンヌこくさいえいがさい）は、1949年9月2日から17日にかけて開催された。

## 受賞結果
- グランプリ：『第三の男』（キャロル・リード）
- 監督賞：ルネ・クレマン （『鉄格子の彼方』）
- 男優賞：エドワード・G・ロビンソン （『他人の家』）
- 女優賞：イザ・ミランダ （『鉄格子の彼方』）
- 脚本賞：ヴァージニア・シャラー、ユージン・リング （『Lost Boundaries』）
- 撮影賞：ミルトン・クラスナー （『罠』）
- 色彩賞：ウィリアム・ノヴィク （『Occupe toi d'Amélie』）
- 音楽賞：アントニオ・ディアス・コンデ （『雷雲』）

## 審査員

### コンペティション部門
- 審査委員長 
  - ジョルジュ・ユイスマン （フランス/歴史家）
- 審査員
  - カルロ・リム (フランス/脚本家)
  - ジャック＝ピエール・フロジュレー (フランス/プロデューサー)
  - ロジェ・デゾルミエ (フランス/作曲家)
  - ポール・コラン (フランス/芸術家)
  - ジュール・ロマン (フランス/作家)
  - エチエンヌ・ギルソン (フランス/作家)
  - パウル・ゴセット (フランス/作家)
  - ジョルジュ・シャランソル (フランス/批評家)
  - レネ＝ジャンヌ (フランス/批評家)
  - ジョルジュ・ラギュイ (フランス/サンディカ代表)
  - ジョルジュ・ビドー夫人 (フランス/公式代表)

## 上映作品

### コンペティション部門
| 題名 原題                                                   | 監督                                                                                        | 製作国         |
| ----------------------------------------------------------- | ------------------------------------------------------------------------------------------- | -------------- |
| 暴力行為 Act of Violence                                    | フレッド・ジンネマン                                                                        | アメリカ合衆国 |
| Almafuerte                                                  | ルイス・セサル・アマドーリ                                                                  | アルゼンチン   |
| An Act of Murder                                            | マイケル・ゴードン                                                                          | アメリカ合衆国 |
| Au grand balcon                                             | アンリ・ドコワン                                                                            | フランス       |
| Der Apfel ist ab (The Original Sin)                         | ヘルムート・コイトナー                                                                      | 西ドイツ       |
| Der Ruf (The Last Illusion)                                 | ヨゼフ・フォン・ヴァキー                                                                    | 西ドイツ       |
| Die Buntkarierten                                           | クルト・メーツィッヒ                                                                        | 西ドイツ       |
| Eine Große Liebe                                            | ハンス・ベルトラム                                                                          | 西ドイツ       |
| エロイカ Eroica                                             | ヴェルテル・コルム＝フェルテ                                                                | オーストリア   |
| Främmande Hamn (Foreign Harbour)                            | Hampe Faustman                                                                              | スウェーデン   |
| 他人の家 House of Strangers                                 | ジョセフ・L・マンキウィッツ                                                                 | アメリカ合衆国 |
| Images d'Ethiopie                                           | ポール・ピショニエ                                                                          | ベルギー       |
| 鉄格子の彼方 Le Mura di Malapaga                            | ルネ・クレマン                                                                              | フランス       |
| Lost Boundaries                                             | アルフレッド・L・ワーカー                                                                   | アメリカ合衆国 |
| Mughamarat Antar wa Abla (The Adventures of Antar and Abla) | サラー・アブー・サイフ                                                                      | エジプト       |
| Na svoji zemlji (On Own Land)                               | フランツェ・シュティグリッツ                                                                | ユーゴスラビア |
| Obsession                                                   | エドワード・ドミトリク                                                                      | アメリカ合衆国 |
| Occupe toi d'Amélie                                         | クロード・オータン＝ララ                                                                    | フランス       |
| 雷雲 Pueblerina                                             | エミリオ・フェルナンデス                                                                    | メキシコ       |
| 七月のランデブー Rendez-vous de juillet                     | ジャック・ベッケル                                                                          | フランス       |
| 二百萬人還る Retour à la vie                                | アンリ＝ジョルジュ・クルーゾー ジャン・ドレヴィル ジョルジュ・ランパン アンドレ・カイヤット | フランス       |
| にがい米 Riso amaro                                         | ジュゼッペ・デ・サンティス                                                                  | イタリア       |
| Sertão                                                      | ジョアン・G・マルティン                                                                     | ブラジル       |
| 情熱の友 The Passionate Friends                             | デヴィッド・リーン                                                                          | イギリス       |
| スペードの女王                                              | ソロルド・ディキンソン                                                                      | イギリス       |
| 罠 The Set Up                                               | ロバート・ワイズ                                                                            | アメリカ合衆国 |
| 第三の男 The Third Man                                      | キャロル・リード                                                                            | イギリス       |
| Without Honor                                               | アーヴィング・ピチェル                                                                      | アメリカ合衆国 |

### 特別招待作品
| 題名 原題           | 監督                   | 製作国   |
| ------------------- | ---------------------- | -------- |
| Passport to Pimlico | ヘンリー・コーネリアス | イギリス |